# 梶原貫五
梶原 貫五（かじわら かんご、1887年3月6日 - 1958年12月14日）は、日本の洋画家である。

## 経歴
福岡市出身。福岡県立中学修猷館を中退。1910年上京して東京美術学校西洋画科に入学し、黒田清輝や藤島武二に師事する。在学中の1914年には東京大正博覧会に「化粧の後」を出品し受賞。同年の第3回光風会展に「女」を出品、1916年第4回光風会展では初入選を果たす。1916年3月東京美術学校を卒業。
1917年光風会第5回展に「裸体」で今村奨励賞を受賞、1928年光風会々友、1931年第18回展で光風会会員となる。
官展には、1916年第10回文部省美術展覧会（文展）に「縁陰」「窓際」が初入選となり、第11回文展「想韻」、文展の後身である帝国美術院展覧会（帝展）は、1922年第4回展「九月の日」を出品以来毎年出品し、第5回帝展「芽立ち頃」、第7回展「赤い日傘」などが主な作品である。第17回展から招待、無鑑査出品の待遇となる。
1933年筑前美術会、1940年福岡県美術協会の創立にも参加している。幣原喜重郎、近衛文麿ほか貴族院議員など有名人の肖像画の制作が多い。墓所は多磨霊園。